# 藤原忠通
藤原 忠通（ふじわら の ただみち）は、平安時代後期から末期にかけての公卿・歌人。藤原北家、関白・藤原忠実の次男。官位は従一位・摂政 関白・太政大臣。通称は法性寺関白（ほっしょうじ かんぱく）。小倉百人一首では法性寺入道前関白太政大臣。

## 生涯
康和5年（1103年）、大江匡房の名付により「忠通」と称する。嘉承2年（1107年）、元服し白河法皇の猶子となる。永久2年（1114年）、白河法皇の意向により法皇の養女・藤原璋子（閑院流・藤原公実の娘）との縁談が持ち上がるが、璋子の素行に噂があったこともあり、父・忠実はこの縁談を固辞し破談となる。保安2年（1121年）、法皇の勅勘を被り関白を辞任した忠実に代わって藤原氏長者となり、25歳にして鳥羽天皇の関白に就任（保安元年の政変）。その後も崇徳・近衛・後白河の3代に渡って摂政・関白を務める。摂関歴37年は高祖父・頼通の50年に次ぐ。また大治4年（1129年）、正妻腹の娘・聖子を崇徳天皇の後宮に女御として入内させ、翌5年（1130年）、聖子は中宮に冊立された。崇徳帝と聖子との夫婦仲は良好だったが子供は生まれず、保延6年（1140年）9月2日、女房・兵衛佐局が崇徳帝の第一皇子・重仁親王を産むと、聖子と忠通は不快感を抱いたという。保元の乱で崇徳上皇と重仁親王を敵視したのもこれが原因と推察される。
一般には父・忠実が弟の頼長を寵愛する余り、摂政・関白の座を弟に譲るように圧力をかけられたように言われているが、実際には長い間摂関家を継ぐべき男子に恵まれず、天治2年（1125年）に23歳年下の頼長を一度は養子に迎えている。だが、40歳を過ぎてから四男基実を初めとして次々と男子に恵まれるようになった忠通が実子に摂関家を相続させるため、頼長との縁組を破棄した。
忠通と忠実・頼長は近衛天皇の後宮政策においても対立し、久安6年（1150年）正月に頼長が養女・多子を入内させ、皇后に冊立させたのに対し、忠通もその3ヵ月後にやはり養女・呈子を入内させて、中宮に冊立させた。この呈子立后にとうとう忠実・頼長は業を煮やし、忠通は父から義絶されて頼長に氏長者職を譲らされるが、多子と天皇の接触を妨害する事などで対抗する。
仁平3年（1153年）9月、近衛天皇が一時失明の危機に陥るほどの重病となった際、忠通は天皇から譲位の意思を告げられ（『台記』仁平3年9月23日条）、これを受けた忠通は鳥羽法皇に雅仁親王（後の後白河天皇）の息童の孫王（後の守仁親王・二条天皇）への譲位を奏請するが、法皇からは幼主を擁立して政を摂り威権を専らにしようとする謀略とみなされ、忠実からも「関白狂へるか。父の雅仁親王が黙っているはずがない」などと非難される。
久寿2年（1155年）の後白河天皇の践祚後、忠実・頼長が近衛天皇呪詛の嫌疑で失脚した事により復権。それら一連の対立が保元の乱の原因の一つとなった。乱後、氏長者の地位は回復されたが、その際に前の氏長者である頼長が罪人でかつ死亡していることを理由として、宣旨によって任命が行われ、藤原氏による自律性を否認された。更に忠実・頼長が所有していた摂関家伝来の荘園及び個人の荘園が全て没官領として剥奪されることになったが、忠通が忠実に摂関家伝来のものと忠実個人の荘園「宇治殿領」を自分に譲与するように迫り、漸く忠通の所領として認められて没収を回避した。しかし頼長領の没官は免れられなかった。
この影響から、白河院政以来の京に上皇が存在しない状況にも拘わらず摂関政治の再興とはならず、政治は信西を筆頭とする後白河側近が主導した。後白河から二条天皇への譲位は、関白忠通を差し置いて信西と美福門院の二人の出家者による「仏と仏の評定」で決定されている。
保元3年（1158年）の賀茂祭の際に後白河寵臣の藤原信頼との対立を起こしたことから後白河より閉門に処せられて事実上失脚、同年に関白職を嫡男・基実に譲った。忠通は信頼の取り込みを図り、信頼の妹を基実の室に迎えている。しかし、平治の乱では信頼を見限って反信頼陣営に父子で与している。乱で信西と信頼が討たれ、続いて実権を握った藤原経宗・藤原惟方も配流され、朝廷には既に退位した後白河上皇と二条天皇の対立と政務担当者のいない状態だけが残された。そんな中で「大殿」と称された忠通が一時的に復権し、院・天皇・大殿・関白らの協議体制となり、1161年に天皇が院近臣6名を解官した後は天皇と大殿の合意で政治決定がなされるようになった。その後、応保2年（1162年）に法性寺別業で出家して円観と号した。忠通は晩年身近に仕えていた女房の五条（家司・源盛経の娘）を寵愛していたが、長寛元年（1163年）末か翌年の年初頃、五条が兄弟の源経光と密通、これを目撃した忠通は直ちに経光を追い出した（『明月記』嘉禄元年十月廿五日条）ものの、精神的な衝撃もありまもなく薨去したという。享年68。

## 人物
- 忠通が氏長者となった時は既に摂関政治は形骸化し、さらに父や弟との対立を抱え、男子をもうけたのも遅い方であったが、そのような悪い状況の中でも本来対抗勢力である鳥羽法皇や平氏等の院政勢力と巧みに結びつき、保元の乱に続く、平治の乱でも実質的な権力者・信西とは対照的に生き延び、彼の直系子孫のみが五摂家として原則的に明治維新まで摂政・関白職を独占する事となった。もっとも、基実の後継者として藤原信頼の妹が生んだ近衛基通ではなく、娘・皇嘉門院（聖子）の猶子となっていた庶子（六男）の兼実を後継者にすることを意図したものの、基実の急死による挫折（五男・基房の関白任命や平氏一族による基通後見の成立などの事態の急変）がその後の摂関家分裂の原因となったとする説もある[10]。また、兼実ではなく、忠通の日記を相続して後白河天皇（院）の外戚である閑院流から妻を娶っていた基房こそが忠通の意中の後継者であったとする説も出されている[11]。
- 悪辣な陰謀家とする説があるが（角田文衛など）、異論もある（元木泰雄など）。
- 美川圭は『古事談』などに載せられた所謂崇徳天皇の「叔父子」説を近衛天皇・二条天皇を支持して、崇徳天皇・重仁親王の排除を意図した忠通によって流されたデマではないかと推測する（美川は近衛天皇崩御直後に天皇が頼長の呪詛で殺害されたとするデマと共に忠通や美福門院に利益をもたらす風説であったことを指摘する）[12]。なお、美川は別の論文において忠通の息子である慈円が『愚管抄』の中で源通親と養女の承明門院の密通に関する記事を載せているのも、この事情を知っていたからではないかとする仮説を立てている（慈円は承明門院が生んだ土御門天皇ではなく、兄の孫娘（忠通から見て曾孫）が后となっていた異母弟の順徳天皇を支持していた）[13]。
- 詩歌にも長じ、書法にも一家をなして法性寺様といわれた。漢詩集に『法性寺関白集』、家集に『田多民治集』がある。日記に『法性寺関白記』がある。
- 忠通は両性愛者だったと考えられる[14]。
- 弟の頼長とは不仲であったのに対し、異父兄覚法法親王（父は白河法皇）との関係は良好で、法親王が死去した際には忠通は「弟」として喪に服している（『兵範記』仁平3年12月6日条）[15]。

### 歌人として

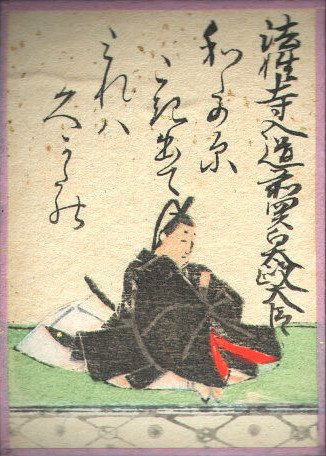
小倉百人一首76番「法性寺入道前関白太政大臣」

『金葉集』以下の勅撰集に58首入集しているが、その歌について『今鏡』では「柿本人麻呂にも恥じないのではないか、と人々が申し上げている」とあり、また漢詩をつくれば菅原道真より優れているといわれた。これは鳥羽天皇から後白河天皇の4代にわたって関白となり、摂政と太政大臣に各々2度ずつなっている人物であるため、美辞麗句に満ちたものになったと考えられる。
小倉百人一首から。
なお、この直前・直後の歌の詠み人は、いずれも忠通との政争に敗れた人物（藤原基俊、崇徳天皇）である。

### 書家としての評価

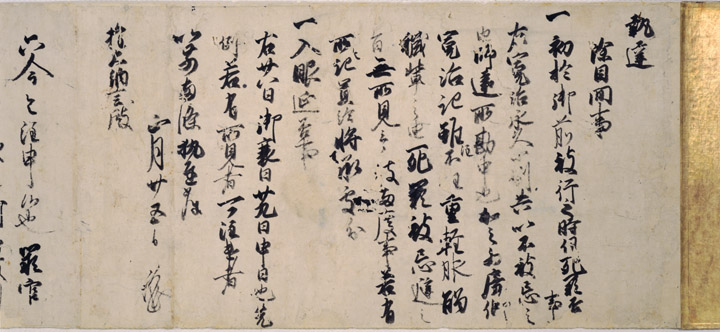
藤原忠通筆書状案（京都国立博物館蔵、国宝）25通のうち

- 法性寺流を開いた。肉太で、丸味と力強さを兼ね備えた生々したものである。
- 藤原基衡が毛越寺に伽藍を建立した際、金堂円隆寺（のちに兵火で焼失）に掲げる額の揮毫を忠通に依頼した。しかし、奥州藤原氏は京都からすれば俘囚の係累であり、身分を明かして依頼しても応じられるはずがないため、実際の依頼は仁和寺を通して行われた。のちに真の依頼者を知った忠通は額を取り返そうとしたが失敗に終わった（『吾妻鏡』には「円隆寺の額は関白忠通の筆、色紙形は藤原教長」とある）。

## 荘園
- 越後国：大嶋、紙屋
- 讃岐国：塩飽
- 山城国：巨倉、小倉、真水（巨倉内）、泉殿（小巨倉内）、五條殿（巨倉内）
- 美乃国：武義、山上、吉田
- 参川国：志貴

## 官歴
括弧内は西暦換算（和暦の11月末から12月は西暦では翌年の1月から2月に対応することがある）。
- 嘉承2年（1107年）
  - 4月26日 - 元服、正五位下に叙位、禁色を許される
  - 6月18日 - 侍従に任官
  - 11月25日（1108年1月 ）- 右近衛権少将に転任
  - 12月8日（1108年1月）- 右近衛中将に転任
  - 12月29日（1108年2月）- 従四位下に昇叙、右近衛中将は元の如し
- 嘉承3年（1108年）
  - 1月（2～3月）- 播磨 権守を兼任
  - 改元して天仁元年12月20日（1109年1月）- 正四位下に昇叙、右近衛中将・播磨権守は元の如し
- 天仁3年（1110年）
  - 2月25日 - 従三位に昇叙、右近衛中将・播磨権守は元の如し
  - 5月13日 - 正三位に昇叙、右近衛中将・播磨権守は元の如し
- 天永2年（1111年）
  - 1月23日 - 権中納言に転任、右近衛中将は元の如し
  - 2月1日 - 従二位に昇叙、権中納言・右近衛中将は元の如し
- 天永3年（1112年）3月18日 - 正二位に昇叙、権中納言・右近衛中将は元の如し
- 永久3年（1115年）
  - 1月29日 - 権大納言に転任
  - 4月16日 - 内大臣に転任
- 元永2年（1119年）2月6日：左近衛大将を兼任
- 保安2年（1121年）3月5日 - 関白宣下、藤氏長者宣下、内大臣は元の如し、従一位行右大臣源雅実の次座
- 保安3年12月17日（1123年1月）- 従一位に昇叙、左大臣に転任、関白・藤氏長者は元の如し、依然従一位太政大臣源雅実の次座
- 保安4年（1123年）1月28日 - 関白を止め、摂政宣下、左大臣は元の如し、源雅実より上座となる（ただし一座宣下の記録を欠く）
- 大治3年12月17日（1129年1月）- 太政大臣宣下、摂政は元の如し
- 大治4年（1129年）
  - 4月10日 - 太政大臣を辞す
  - 7月1日 - 摂政を止め、関白宣下
- 永治元年12月7日（1142年1月）- 関白を止め、摂政宣下
- 久安5年（1149年）10月25日 - 太政大臣宣下、摂政は元の如し
- 久安6年（1150年）
  - 3月13日 - 太政大臣を辞す
  - 9月26日 - 藤氏長者を止む（頼長が藤氏長者となる）
  - 12月8日 - 摂政を止め、関白宣下
- 保元元年（1156年）7月11日 - 藤氏長者宣下（同日頼長が敗死したため）
- 保元3年（1158年）8月11日 - 関白を辞す
- 応保2年（1162年）6月8日 - 出家、法名は円観
- 長寛2年（1164年）2月19日 - 薨去、享年68

## 系譜
- 父：藤原忠実
- 母：源師子 - 源顕房の娘
- 正室：藤原宗子 - 藤原宗通の娘（1090-1155）
  - 長女：藤原聖子（1122-1182） - 崇徳天皇中宮、皇嘉門院
  - 三男：名不明（1127-1127）[16]
- 妻：源信子 - 源国信の娘、従二位・典侍
  - 四男：近衛基実（1143-1166）（近衛家始祖）
- 妻：源俊子[17] - 源国信の娘
  - 五男：松殿基房（1145-1231）（松殿家始祖）
  - 九男：信円（1153-1224） - 興福寺第44代別当
  - 男子：最忠（山法印御房）
- 妻：源俊子 - 源顕俊の娘
  - 次女：藤原育子（1146-1173） - 二条天皇中宮、六条天皇養母、実は徳大寺実能の娘の説あり
- 妻：家女房加賀局 - 藤原仲光の娘（?-1156）
  - 六男：九条兼実（1149-1207）（九条家始祖） - 始め異母姉・聖子の、次いで異母兄・基実の猶子
  - 八男：道円（三井寺のあや僧都の君）（1151-1170）
  - 十男：藤原兼房（1153-1217）
  - 十一男：慈円（1155-1225） - 天台座主第62、65、69、71世
- 妻：藤原基信の娘
  - 長男：恵信（覚継、伊豆僧正、奈良の僧正）（1114-1171）- 興福寺別当 （1157-1164）、1167年伊豆配流
- 妻：家女房五条 - 源盛経の娘
  - 七男：尊忠（1150-?）
- 生母不明の子女
  - 次男：覚忠（三井寺の大僧正）（1118-1177） - 天台座主第50世、三井寺長吏
  - 養女：藤原呈子（1131-1176） - 近衛天皇中宮、実は藤原伊通の娘

## 関連作品
映画
- 『新・平家物語』（1955年、大映、演：十朱久雄）

テレビドラマ
- 『新・平家物語』（1972年、NHK大河ドラマ、演：原保美）
- 『平清盛』（2012年、NHK大河ドラマ、演：堀部圭亮）